# Parque das Laranjeiras (Manaus)
O Parque das Laranjeiras é um loteamento brasileiro na cidade de Manaus, capital do estado do Amazonas. Está localizado no bairro de Flores, zona Centro-Sul da cidade.

## Estrutura

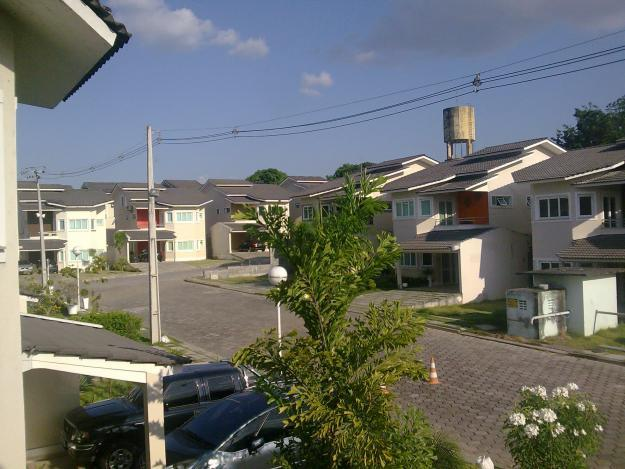
Residencial Portugal, localizado no Parque das Laranjeiras.

A área abriga conjuntos residenciais, pontos comerciais e uma universidade, como o Residencial Portugal, o Parque das Laranjeiras, a Pemaza (peças automotivas) e o campus da Universidade Nilton Lins. Sua principal via de acesso é a Avenida Governador José Lindoso, conhecida por cruzar o centro geográfico de Manaus, onde o bairro de Flores se localiza.